# Ali Haurand
Ali Haurand, geboren als Alfred Josef Antonius Haurand, (Viersen, 15 november 1943 - aldaar, 28 mei 2018) was een Duitse contrabassist, orkestleider, muziekproducer en tv-presentator.

## Carrière
Haurand studeerde na een banketbakker- en commerciële studie van 1966 tot 1973 aan de Folkwang Universität en de Rheinische Musikhochschule. Hij speelde eerst met zijn eigen trio en sinds 1967 bij het trio en kwintet van de pianist George Maycock. Hij ging in 1968 ook op tournee met Philly Joe Jones, Jacques Pelzer, René Thomas en Jan Huydts. Hij trad ook op met Ben Webster, Don Byas, John Handy, Bobby Jones en Wilton Gaynair. Er volgden eigen bands als Third Eye, het European Jazz Quintet met Leszek Zadlo, Gerd Dudek, Alan Skidmore en Pierre Courbois en samen met Alan Skidmore en Tony Oxley het trio SOH. Met zijn jarenlange metgezellen, de saxofonist Gerd Dudek en de pianist Rob van den Broeck speelde Haurand in de formatie The Trio. Sinds 1982 vormt het door hem uit het European Jazz Quintet opgerichte en steeds weer in nieuwe bezettingsvarianten gepresenteerde European Jazz Ensemble een vergaarbak voor bekende Duitse en Europese jazzmuzikanten, zoals Allan Botschinsky, Stan Sulzmann, Joachim Kühn en Daniel Humair. Voorts ontstonden projecten als Trumpet Summit en de ontmoeting van het European Jazz Ensemble met de leden van de Indische Khan-familie. Tijdens de jaren 2000 nam hij deel aan meerdere jazz&lyric-projecten.
Sinds enkele jaren speelde Haurand onder andere in duet met de fluitist Jiří Stivín uit Praag. Sinds 1994 werkte hij in projecten met de pantomime-speler Milan Sládek. In 2008 gaf hij in Praag samen met František Uhlíř sr., Petr Dvorsky, Vit Svec und Tomas Baros een concert voor de Tsjechische president Václav Klaus.
Over decennia was hij presentator en adviseur bij de WDR-tv jazzredactie en twaalf jaar lang artistiek leider van de Düsseldorfer Jazz-Rally. Sinds 1987 was hij de oprichter en organisator van het Viersener Jazzfestival, dat hij tot 2014 leidde. Sinds meer dan 20 jaar organiseerde hij met de jazzclub de jazzconcerten in het Süchtelner Weberhaus.

## Onderscheidingen
- 2005: werd Haurand door de Franse minister van Cultuur tot Chevalier des Arts et des Lettres benoemd.
- 2011: werd Haurand door de stad Viersen het stadsereteken in zilver toegekend.
- 2016: werd de kelder in de feesthal van Viersen ter ere van hem Ali Haurand Keller benoemd (in neon boven de ingang).

## Discografie
- 1974: Alfred Haurand: Naked (Metram)
- 1975: George Maycock Trio: George Maycock Trio (Ring Records)
- 1976: Third Eye: Third Eye (Ring Records)
- 1976: Alfred Haurand: Vitamine A+D (Ring Records)
- 1977: Third Eye: Connexion (Ring Records, herpublicatie CD/LP, Sonorama Records 2013)
- 1977: European Jazz Quintett: Live at Moers Festival (Ring Records)
- 1978: European Jazz Quintett: European Jazz Quintett (EGO Records)
- 1978: Lajos Dudas: Contrasts (Rillophon)
- 1979: George Maycock Trio: It’s blues time (AMG)
- 1979: Skidmore/Oxley/Haurand: S.O.H. (EGO Records)
- 1980: Lajos Dudas: Detour (Rayna Records)
- 1981: Skidmore/Oxley/Haurand: S.O.H. live (View Records)
- 1982: European Jazz Quintett: III. (Fusion Records)
- 1982: Wilton Gaynair Quintet: Alpharian (Konnex Records)
- 1983: Skidmore/Oxley/Haurand: SOH Live in London, BBC 1983 (Jazzwerkstatt, 2007)
- 1984: The Quartet: Relation (Konnex Records)
- 1985: Tony Oxley‘s Celebration Orchestra: Tomorrow is here (Dossier)
- 1989: European Jazz Ensemble: Live (Ear-Rational)
- 1992: European Jazz Ensemble: Meets the Khan family (M.A Music)
- 1993: Lajos Dudas: Urban blues (Konnex Records)
- 1993: The Trio: Pulque (Konnex Records)
- 1995: Haurand/Stivìn/v. den Broeck: Bordertalk (Konnex Records)
- 1997: European Jazz Ensemble: 20th Anniversary Tour (Konnex Records)
- 1997: The Trio feat. Tony Levin: Crossing level (Konnex Records)
- 2000: Lajos Dudas: Plays Bach (Edition Musikrat)
- 2000: Haurand/Stivìn: Just the Two of Us (Konnex Records)
- 2001: Haurand/Stivìn/Dudek/Paul Eßer: Schinderkarren mit Buffet. Jazz & Lyrik (Konnex Records)
- 2002: Haurand/Humair/Charlie Mariano: Frontier traffic (Konnex Records)
- 2002: European Jazz Ensemble: 25th Anniversary (Konnex Records)
- 2005: Ali Haurand & Friends: Ballads (Konnex Records)
- 2007: Haurand-Dudek-Ingeborg Drews: Cascaden: Lyrik & Jazz (Konnex Records)
- 2008: Stivin/Haurand/Humair: Live in Hradec Králové 2003 (OS, 2008)
- 2008: Haurand/Stivin: The Two of Us: Just More (Konnex Records)
- 2009: European Jazz Ensemble: 30 Years on the Road (DVD) (Konnex Records)
- 2011: Stivin/Haurand: Old Wine New Bottled (Konnex Records)
- 2011: European Jazz Ensemble: Live at 25th Int. Jazzfestival Viersen (Konnex Records)
- 2013: European Jazz Trio: First Sun (Konnex Records)
- 2013: European Jazz Sextet: Live at 27th Int. Jazzfestival Viersen 2013 (o.a. met Alan Skidmore, Gerd Dudek, Jiri Stivin) (Konnex Records)
- 2016: Jan Huydts Trio: Conception (678 Records, 2016) (opname van 1971)

## Boekwerken
- Jürgen Wölfer Jazz in Deutschland – Das Lexikon. Alle Musiker und Plattenfirmen von 1920 bis heute. Hannibal Verlag: Höfen 2008, ISBN 978-3-85445-274-4

- Bibliothèque nationale de France: cb13948751q (data)
- Gemeinsame Normdatei: 134801083
- International Standard Name Identifier: 0000 0000 5553 0050
- Library of Congress Control Number: no98022772
- MusicBrainz: d2b392fa-3065-49f6-8f7c-04297e4f72c7
- Virtual International Authority File: 53762153
- WorldCat: E39PBJtRKmhCKXfDbCFcpMbrv3